# Lijst van Nederlandse ministers van Klimaat en Groene Groei
De minister van Klimaat en Groene Groei staat aan het hoofd van het ministerie van Klimaat en Groene Groei.
Het ministerie werd ingesteld op 2 juli 2024 bij het aantreden van het kabinet-Schoof. Voordien werd het taakgebied behartigd door een minister voor Klimaat en Energie op het ministerie van Economische Zaken.
Sinds 2024 is dit ambt in Nederland als volgt vervuld:
| Kabinet        | Periode    | Klimaat en Groene Groei | Partij | Partij |
| -------------- | ---------- | ----------------------- | ------ | ------ |
| kabinet-Schoof | 2024-heden | Sophie Hermans          |        | VVD    |

Minister-president · Algemene Zaken · Asiel en Migratie · Binnenlandse Zaken en Koninkrijksrelaties · Buitenlandse Zaken · Defensie · Economische Zaken · Financiën · Infrastructuur en Waterstaat · Justitie · Klimaat en Groene Groei · Landbouw, Visserij, Voedselzekerheid en Natuur · Onderwijs, Cultuur en Wetenschap · Sociale Zaken en Werkgelegenheid · Volksgezondheid, Welzijn en Sport · Volkshuisvesting en Ruimtelijke Ordening · zonder portefeuille

Voormalige ministeries: 

Eredienst